# Gran Premi de Sud-àfrica del 1977

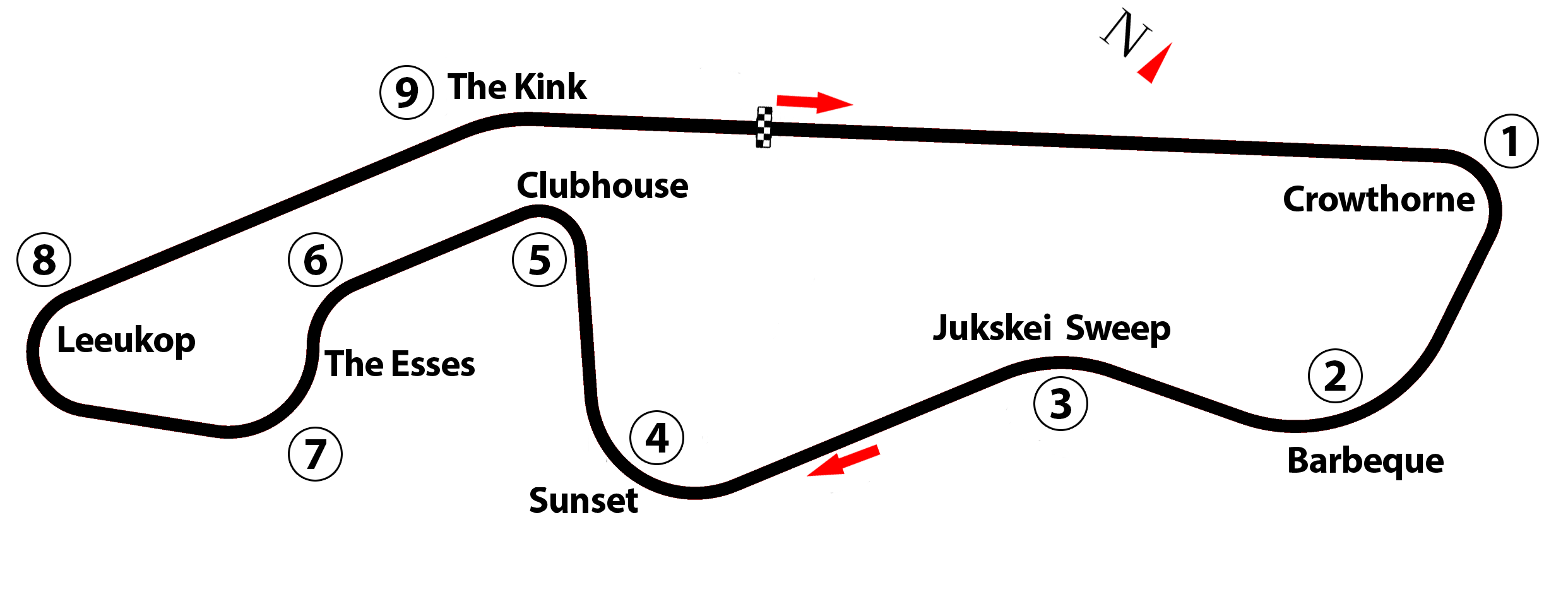
Mapa del Circuit de Kyalami.

Resultats del Gran Premi de Sud-àfrica de Fórmula 1 de la temporada 1977, disputat al circuit de Kyalami el 5 de març del 1977.

## Resultats
| Pos | No | Pilot              | Equip                | Voltes | Temps/ Retirada          | Pos. de sortida | Punts |
| --- | -- | ------------------ | -------------------- | ------ | ------------------------ | --------------- | ----- |
| 1   | 11 | Niki Lauda         | Ferrari              | 78     | 1h 42' 21. 6             | 3               | 9     |
| 2   | 20 | Jody Scheckter     | Wolf - Ford          | 78     | + 5.2 s                  | 5               | 6     |
| 3   | 4  | Patrick Depailler  | Tyrrell - Ford       | 78     | + 5.7 s                  | 4               | 4     |
| 4   | 1  | James Hunt         | McLaren - Ford       | 78     | + 9.5 s                  | 1               | 3     |
| 5   | 2  | Jochen Mass        | McLaren - Ford       | 78     | + 19.9 s                 | 12              | 2     |
| 6   | 7  | John Watson        | Brabham - Alfa Romeo | 78     | + 20.2 s                 | 11              | 1     |
| 7   | 19 | Vittorio Brambilla | Surtees - Ford       | 78     | + 23.6 s                 | 14              |       |
| 8   | 12 | Carlos Reutemann   | Ferrari              | 78     | + 26.7 s                 | 8               |       |
| 9   | 22 | Clay Regazzoni     | Ensign - Ford        | 78     | + 46.2 s                 | 16              |       |
| 10  | 28 | Emerson Fittipaldi | Fittipaldi - Ford    | 78     | + 1' 11.7 min.           | 9               |       |
| 11  | 18 | Hans Binder        | Surtees - Ford       | 77     | + 1 Volta                | 19              |       |
| 12  | 6  | Gunnar Nilsson     | Lotus - Ford         | 77     | + 1 Volta                | 10              |       |
| 13  | 8  | Carlos Pace        | Brabham - Alfa Romeo | 76     | + 2 Voltes               | 2               |       |
| 14  | 30 | Brett Lunger       | March - Ford         | 76     | + 2 Voltes               | 23              |       |
| 15  | 14 | Larry Perkins      | BRM                  | 73     | + 5 Voltes               | 22              |       |
| Ret | 9  | Alex Ribeiro       | March - Ford         | 66     | Motor                    | 17              |       |
| Ret | 10 | Hans Joachim Stuck | March - Ford         | 55     | Motor                    | 18              |       |
| Ret | 5  | Mario Andretti     | Lotus - Ford         | 43     | Accident                 | 6               |       |
| Ret | 33 | Boy Hayje          | March - Ford         | 33     | Caixa canvi              | 21              |       |
| Ret | 26 | Jacques Laffite    | Ligier - Matra       | 22     | Accident                 | 12              |       |
| Ret | 16 | Tom Pryce          | Shadow - Ford        | 22     | ACCIDENT MORTAL'         | 15              |       |
| Ret | 17 | Renzo Zorzi        | Shadow - Ford        | 21     | Pèrdua de combustible    | 20              |       |
| Ret | 3  | Ronnie Peterson    | Tyrrell - Ford       | 5      | Prob. amb el combustible | 7               |       |

## Altres
- Pole: James Hunt 1' 15. 96

- Volta ràpida: John Watson 1' 17. 630 (a la volta 7)